# 풍계서원
풍계서원(楓溪書院)은 대한민국 전북특별자치도 남원시 대강면에 있는 조선시대의 서원이다. 1984년 4월 1일 전라북도의 문화재자료 제54호로 지정되었다.

## 개요
영의정 황희·오상덕·황위의 위패를 모시고 있는 서원이다. 방촌 황희(1363∼1452)는 고려 우왕 9년(1383)년에 급제하여 벼슬을 지내다가, 고려가 망하자 은둔생활을 하였다. 그러나 태조 3년(1394)에 이성계의 간청으로 다시 벼슬자리에 올라 18년동안 영의정에 있으면서 선정을 베풀었다. 인품이 원만하고 청렴하여 백성에게 존경을 받았고, 시문에도 뛰어났다.
두암 오상덕은 황희의 매형으로 이색, 정몽주, 이숭인과 교분이 두터웠으며 조선이 서자 절의를 지키기 위해 은둔생활을 하였다. 당촌 황위는 시문이 훌륭하여 이름을 떨쳤고 후학교육에 여생을 마쳤다.
풍계서원은 정조 12년(1788)에 지었으나, 고종 5년(1868) 흥선대원군의 서원철폐령으로 폐쇄되어 황희의 영정만을 모셔오다가 1909년 복원하였다.
현재 서원 안에는 강당, 사당, 내삼문 등이 있다.

## 참고 자료
- 풍계서원 - 국가유산청 국가유산포털